# Gatto Peterbald
Il peterbald è un gatto di origine russa, con pelliccia rada o nulla, nato dall'accoppiamento fra esemplari di tipo siamese e gatti nudi russi Don Sphynx.

## Storia
Dopo che nel 1987, con la scoperta di Varya (o Varvara), si iniziò in Russia la selezione del gatto nudo russo chiamato Don Sphynx, alcuni allevatori di Siamesi ed orientali iniziarono ad accarezzare l'idea di creare un gatto nudo con l'eleganza di un siamese.
Fu così che, sotto la supervisione della dr.sa Mironova, nel 1994 nacque la prima cucciolata di quelli che in seguito furono chiamati “Petersburg Sphynx” ed infine peterbald. 
La razza è stata creata dalla nota felinologa russa Olga Mironova, con la partecipazione di Tatyana Komarova, che era la proprietaria di Afinogen Mif. Dalle prime due cucciolate di peterbald sono stati ottenuti 4 gattini: Mandarino Murino, Muscat Murino, Nezhenka Murino e Noctyrne Murino. Questi quattro peterbald sono i fondatori della razza.
Ossia dei gatti con una pelliccia molto sottile e fragile che in alcuni esemplari tendeva a diradarsi diventando nudi. Morfologicamente questi gatti avevano tutte le caratteristiche fisiche dei Siamesi e degli orientali, da cui discendevano, ed è per questo che ancora oggi gli accoppiamenti consentiti per selezionare i Peterbald sono unicamente con queste due razze. Il Peterbald è conosciuto anche come "il siamese nudo".

## Standard
- Testa: Decisamente più lunga che larga. A forma di triangolo isoscele che ha la base fra le orecchie è scende allungandosi notevolmente verso il naso. Il profilo è completamente dritto.
- Collo: Lungo e slanciato.
- Orecchie: Molto grandi ed appuntite. Sono poste molto basse ai lati della testa.
- Occhi: Di media grandezza non sono né incavati ne protuberanti. Hanno forma di mandorla e sono posizionati obliqui sul cranio. Possono essere di colore verde oppure azzurri.
- Piedi: Ovali e lunghi.
- Corpo: Muscoloso ma decisamente slanciato ed elegante.
- Coda: Molto lunga e sottile anche alla base.
- Pelle: Possibile la nudità completa. Solitamente coperto da un sottile strato di peluria che lo fa sembrare di velluto. In allevamento sono accettati anche esemplari di tipo "brush", ossia con peluria più folta sul corpo, questi gatti però non sono ammessi alle esposizioni.
- Colori: Qualsiasi colorazione ammessa. Gli occhi devono essere in conformità con il mantello.

## Carattere e cure

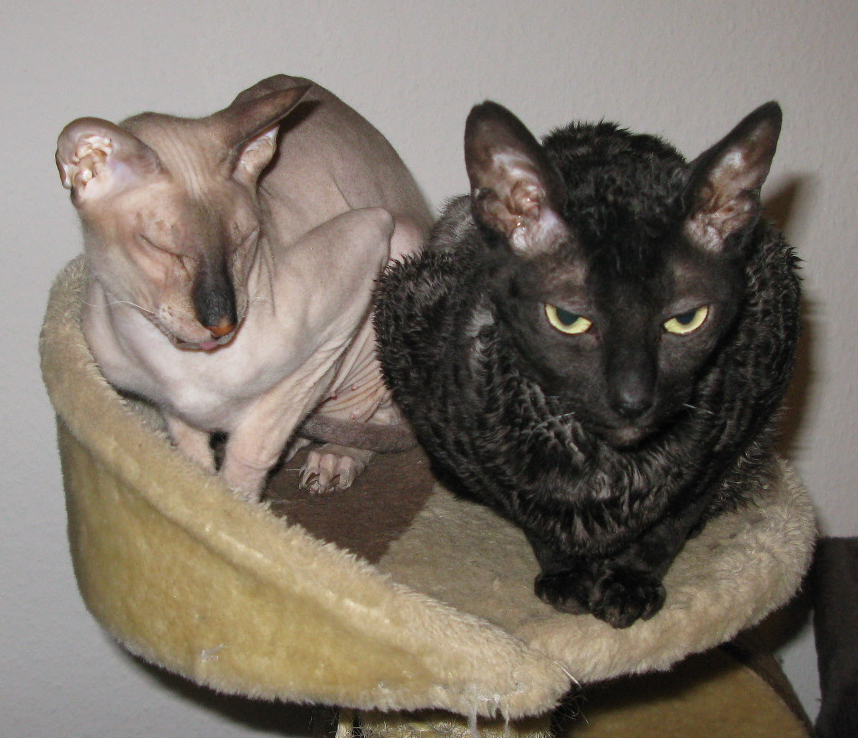
Il peterbald è socievole con altri gatti.

L'accoppiamento con i gatti di tipo orientale che ha portato alla nascita del peterbald l'hanno fatto discostare decisamente a livello caratteriale da quello che è stato il suo capostipite, il Don Sphynx. Questi gatti infatti, seppure affettuosi e giocherelloni, hanno la classica intelligenza ed attività del gatto Siamese, che li porta ad essere dei compagni presenti e molto atletici. Decisamente dei gatti non adatti a chi vuole un cucciolo che rimanga sempre sul divano o a giocare su pavimento, il peterbald infatti è un abile saltatore e adora esplorare tutta la casa, salvo appisolarsi poi sulle spalle del padrone come il suo diretto predecessore orientale. La vocalità del peterbald è notevolmente pressante; questi sono gatti che sanno emettere sonori e differenti vocalizzi i quali lo aiutano a comunicare con il padrone.